# Nobunaga Concerto
Nobunaga Concerto (jap. 信長協奏曲) ist eine Manga-Serie von Ayumi Ishii, die seit 2009 in Japan erscheint. Sie ist in die Genres Drama, Comedy, Romantik und Shōnen einzuordnen und wurde als Anime-Fernsehserie und Dorama adaptiert.

## Inhalt
Der faule Oberschüler Saburō (サブロー) gelangt durch einen Sturz vom heutigen Japan in die Sengoku-Zeit nach Owari. Dort trifft er den jungen Oda Nobunaga, der aus dem Palast geflohen ist. Da Nobunaga schwach ist und des Lebens und der Ansprüche im Palast überdrüssig, soll der ihm ähnlich sehende Saburō seinen Platz einnehmen. Ehe der weiß wie ihm geschieht, haben Nobunagas Diener ihn gefunden und Nobunaga ist geflohen. Nun nimmt Saburō den Platz als Fürst ein und muss sich zunächst in seine neue Umgebung hineinfinden, wobei er für viel Verwirrung sorgt. So kennt er sich wenig aus im Palast und erkennt seine Frau Kichō nicht. Er trifft ungewöhnliche Entscheidungen und wird so zunächst von vielen für verrückt gehalten. Doch er nimmt sich bald vor, den Platz Oda Nobunagas auszufüllen und Japan zu einen, um den Lauf der Geschichte nicht zu verändern. 
Durch sein seltsames Verhalten verschreckt er zunächst seine Umgebung. So will sein Diener ihn für seinen törichten Handlungen töten, wird aber von Saburōs Entschlossenheit überzeugt, ihm treu zu dienen. Auch Nobunagas Lehrmeister erkennt nach einer Weile, dass Saburō nicht verrückt ist, sondern die Dinge nur anders sieht. Er kann Saburō noch in seinem Entschluss bestärken, Japan zu einen, ehe er durch ein Attentat stirbt. Bald darauf reist Saburō zu Kichōs Vater Saitō Dōsan, der für seine Strenge und Rücksichtslosigkeit berüchtigt ist. Doch Saburō erfährt, dass dieser auch ein Japaner aus der Zukunft ist: ein Polizist, der schon länger in dieser Zeit lebt. Beide stehen sich sofort nahe und Saitō Dōsan unterstützt Saburō, damit zumindest dieser einmal in seine Zeit zurückkehren kann. Doch bald kommt er bei einem Aufstand um, den sein Sohn anführt.

## Veröffentlichung
Die Mangaserie erscheint seit dem 12. Mai 2009 (Ausgabe 6/2009) in Einzelkapiteln im Magazin Monthly Shōnen Sunday des Verlags Shogakukan in Japan und war damit eine der Debütserien des Magazins. Die Kapitel wurden auch in bisher 17 Sammelbänden verlegt. Der elfte Band verkaufte sich in den ersten beiden Wochen über 80.000 mal, der zwölfte über 120.000 mal. 2011 wurde die Serie mit dem Shōgakukan-Manga-Preis in der Kategorie Shōnen ausgezeichnet und im folgenden Jahr für den Manga Taishō nominiert. Der Verlag Tong Li lizenzierte die Serie für Taiwan. 

## Anime
Unter der Regie von Yūsuke Fujikawa wurde 2014 eine Anime-Fernsehserie auf Grundlage des Mangas produziert. Das Drehbuch für die zehn Folgen schrieb Natsuko Takahashi und die künstlerische Leitung lag bei Ayaka Kumamoto. Verantwortlicher Produzent war Noriko Ozaki. Die Serie wurde vom 12. Juli bis 20. September 2014 nach Mitternacht (und damit am vorigen Fernsehtag) von Fuji TV in Japan gesendet, sowie mit bis zu einem Monat Versatz auch auf Fukushima TV, Hokkaidō Bunka Hōsō, TV Shizuoka, Niigata Sōgō TV, TV Shin-Hiroshima, Okayama Hōsō, TV Nagasaki, Kōchi Sansan TV, TV Ehime, Kagoshima TV und Tōkai TV. Die Plattform Crunchyroll veröffentlichte die Serie seit der japanischen Erstausstrahlung weltweit außerhalb Asiens unter anderem mit deutschen und englischen Untertiteln per Streaming.

### Synchronisation
| Rolle               | Seiyū (Synchronsprecher) |
| ------------------- | ------------------------ |
| Saburō              | Mamoru Miyano            |
| Nōhime/Kichō        | Nana Mizuki              |
| Kinoshita Tōkichirō | Yūichi Nakamura          |
| Oda Nobunaga        | Yuuki Kaji               |
| Oichi               | Aoi Yūki                 |
| Erzähler            | Shun Oguri               |

### Musik
Die Musik der Serie komponierte Masaru Yokoyama. Für den Abspann verwendete man das Lied Fukagyaku Replace (不可逆リプレイス) von My First Story.

## Dorama
Nach der Ausstrahlung des Animes lief auf Fuji TV vom 13. Oktober bis 22. Dezember 2014 eine Fernsehserie mit elf Folgen. Auch dieses wird von Crunchyroll in Nord- und Südamerika, Australien und Neuseeland, sowie Europa (ausgenommen Russland) unter anderem mit deutschen und englischen Untertiteln gestreamt.